# V380 Orionis
V380 Orionis é uma estrela branca da sequência principal na constelação de Orion. Ela é cercada pela nebulosa NGC 1999 e possui cerca de 3,5 vezes a massa solar.